# Schutzklasse (Elektrotechnik)
Die Schutzklasse dient in der Elektrotechnik der Einteilung und Kennzeichnung von elektrischen Betriebsmitteln (zum Beispiel Geräte und Installationsbauteile) in Bezug auf die vorhandenen Schutz- und Sicherheitsmaßnahmen zur Verhinderung eines elektrischen Schlages. 

## Allgemeines
Die Schutzklassen sind für alle elektrischen Betriebsmittel übergeordnet in DIN EN 61140 (VDE 0140-1) festgelegt.
Es gibt vier Schutzklassen für elektrische Betriebsmittel, wobei nur die Schutzklassen I, II und III in der EU und anderen Industriestaaten zugelassen sind. Die vorgesehenen Symbole der Schutzklassen zur Kennzeichnung der Betriebsmittel sind in IEC 60417 definiert. Die Verwendung von Schutzvorkehrungen in den verschiedenen Klassen von elektrischen Betriebsmitteln ist in DIN EN 61140:2016-11 (VDE 0140-1), Abschnitt 7, beschrieben.
Die Schutzklasse ist von der Schutzart zu unterscheiden. Die Schutzklasse beschreibt Maßnahmen gegen gefährliche Spannungen an berührbaren, betriebsmäßig nicht unter Spannung stehenden leitfähigen Teilen von Betriebsmitteln, während die Schutzart den Schutz aktiver Teile gegen Berührung, Eindringen von Fremdkörpern und Wasser sowie die Stoßfestigkeit definiert (sogenannter Gehäuseschutz).

## Schutzklasse 0
Bei der Schutzklasse 0 besteht neben der Basisisolierung kein besonderer Schutz gegen einen elektrischen Schlag. Der Anschluss an das Schutzleitersystem ist nicht gegeben. Der Schutz ist ausschließlich durch die Umgebung des Betriebsmittels sicherzustellen. Die Schutzklasse 0 besitzt kein eigenes Symbol, da eine Kennzeichnung nicht vorgesehen ist.  In Deutschland ist sie normativ nicht mehr zulässig und wird daher nicht mehr verwendet.

## Schutzklasse I / Schutzleiter

Symbol Schutzleiter (bei Schutzklasse I)

Alle elektrisch leitfähigen Gehäuseteile des Betriebsmittels sind mit dem Schutzleitersystem der festen Elektroinstallation verbunden, welches sich auf Erdpotential befindet. Bewegliche Geräte der Schutzklasse I haben eine Steckverbindung mit Schutzleiterkontakt beziehungsweise ein Kabel mit zusätzlichem Schutzleiter und einen Schutzkontakt-Stecker. Die Schutzleiterverbindung ist als voreilender Kontakt ausgeführt, sodass sie beim Einstecken des Steckers als erstes hergestellt und bei Herausziehen als letztes getrennt wird. Die Einführung der Anschlussleitung in das Gerät muss zusätzlich zur mechanischen Zugentlastung so ausgeführt sein, dass beim Herausreißen der Leitung der Schutzleiter zuletzt abreißt.
Berührt ein spannungsführender Leiter fehlerhafterweise das mit dem Schutzleiter verbundene Gehäuse, entsteht ein Körperschluss. Die Schutzleiterverbindung des Gehäuses ist so bemessen, dass keine dauerhaft gefährliche Berührungsspannung am Gehäuse ansteht und der Leitungsschutzschalter, die Sicherung oder ein Fehlerstrom-Schutzschalter in kurzer Zeit auslöst und den Stromkreis spannungsfrei schaltet.
Die in Gebäudeinstallationen zum Teil noch vorhandene klassische Nullung mit PEN-Leiter durchbricht das Schutzkonzept der Schutzklasse I. Der PEN-Leiter ist ein aus Schutzleiter (PE) und Neutralleiter (N) kombinierter Leiter. Zum Anschluss von Steckdosen wird der Neutralleiter mit den Schutzleiterkontakten der Steckdosen verbunden und somit die Schutzmaßnahme aufgehoben. Auch führen Unterbrechungen des PEN-Leiters dazu, dass die Gehäuse aller am betreffenden Stromkreis angeschlossenen Schutzklasse-I-Geräte gefährliche Spannung annehmen können.
Für die Schutzklasse I gibt es kein eigenes Symbol, da das Symbol die bei Schutzklasse I erfolgende Erdung beschreibt.

## Schutzklasse II / Schutz durch doppelte oder verstärkte Isolierung

Symbol Schutzklasse II

Betriebsmittel mit Schutzklasse II haben eine verstärkte oder doppelte Isolierung in Höhe der Bemessungsisolationsspannung zwischen aktiven und berührbaren Teilen (VDE 0100 Teil 410, 412.1). Sie haben meist keinen Anschluss an den Schutzleiter. Wenn sie eine elektrisch leitende Oberfläche oder leitfähige berührbare Teile haben, so sind diese durch eine verstärkte oder doppelte Isolierung von spannungsführenden Teilen getrennt und weisen einen Berührstrom auf, der 0,5 mA nicht überschreitet.
Zum Anschluss beweglicher Geräte der Schutzklasse II werden meist Stecker verwendet, die über keinen Anschluss für den Schutzleiter und keinen Schutzleiter verfügen. Bei einem großen Betriebsstrom werden in Deutschland und Österreich Konturenstecker, in der Schweiz und Liechtenstein T11- oder T21-Stecker verwendet. Bei kleinen Strömen bis zu 2,5 A werden in Europa Eurostecker verwendet.
Wird ein Kabel mit Schutzleiter verwendet, darf dieser nicht an das Gehäuse angeschlossen werden und muss wie ein aktiver Leiter behandelt werden (VDE 0100 Teil 410, 412.2.2.4). Beispiel: Industriestaubsauger mit Schukosteckdose am Gerät.
Betriebsmittel dieser Schutzklasse müssen mit „Schutzklasse II“ gekennzeichnet sein (VDE 0100 Teil 410, 412.2.1.1).

## Schutzklasse III / Schutz durch Kleinspannung

Symbol Schutzklasse III

Betriebsmittel der Schutzklasse III arbeiten mit Sicherheitskleinspannung (SELV) oder Schutzkleinspannung (PELV). SELV = Safety Extra Low Voltage, PELV = Protective Extra Low Voltage.
Betriebsmittel der Schutzklasse III dürfen nur an SELV- oder PELV-Stromquellen angeschlossen werden. Dazu zählen unter anderem:
- Sicherheitstransformator nach DIN EN 61558-2-6 (VDE 0570-2-6)
- elektrochemische Stromquelle (Batterie, Akkumulator)
- Dynamo, Kurbelgenerator oder ähnliche, welche eine Kleinspannung zur Verfügung stellen
- Solarzellen im niedrigen Spannungsbereich

Geräte mit Funktionskleinspannung mit sicherer Trennung (PELV) haben eine verstärkte oder doppelte Isolierung zwischen dem Netzanschluss und den Kleinspannung führenden Teilen – die Kleinspannungskreise oder Gehäuse dürfen jedoch geerdet sein. Grund für die Erdung ist nicht die Sicherheit, sondern die Elektromagnetische Verträglichkeit (Störemission, Erdschleifen, ESD-Schutz); es handelt sich um eine Funktionserdung. Beispiele sind Laptop-Netzteile oder Audiogeräte.